# Руткі-Маршевиці
Руткі-Маршевиці (пол. Rutki-Marszewice) — село в Польщі, у гміні Цеханув Цехановського повіту Мазовецького воєводства.
Населення — 100 осіб (2011).
У 1975-1998 роках село належало до Цехановського воєводства.

## Демографія
Демографічна структура станом на 31 березня 2011 року:
|          | Загалом | Допрацездатний вік | Працездатний вік | Постпрацездатний вік |
| -------- | ------- | ------------------ | ---------------- | -------------------- |
| Чоловіки | 52      | 16                 | 32               | 4                    |
| Жінки    | 48      | 9                  | 31               | 8                    |
| Разом    | 100     | 25                 | 63               | 12                   |